# Prunus itosakura
Prunus itosakura is een plant uit de rozenfamilie. De soort is inheems in Japan, waar ze onder de naam 'Edo higan' (エドヒガン) bekend is, waardoor ze soms 'Higankers' wordt genoemd. De van deze soort geselecteerde cultivars worden vegetatief vermeerderd door zomerstek of geënt op een onderstam, en aangeplant in lanen, parken en plantsoenen. De eveneens veel gekweekte Prunus ×subhirtella Miq. is een hybride waarvan P. itosakura een van de ouders is.

## Kenmerken
De boom wordt tot 12 meter hoog en vormt een brede, dichte kroon. Het frisgroene, 3 – 8 cm lange, eironde, behaarde blad heeft een dubbelgezaagde rand en een 2 cm lange bladsteel. De boom bloeit voordat het blad tevoorschijn komt vanaf maart met witte of lichtroze bloemen. De bloemen zijn 15 mm groot en staan met 2 - 5 in bloemschermen bij elkaar. De purpere tot zwarte, eironde vrucht is 9 mm groot. De sierkers komt van nature voor in Japan in Honshu, Kyushu en Shikoku.

## Wetenschappelijke naam
De wetenschappelijke naam van de soort werd in 1830 gepubliceerd door Philipp Franz von Siebold. De in 1865 door Friedrich Anton Wilhelm Miquel gepubliceerde naam Prunus subhirtella, die veel voor deze soort is gebruikt, blijkt een kruising met de Fujikers (Prunus incisa) te betreffen.
De soort wordt onder nog een reeks andere synoniemen in de literatuur genoemd: Prunus subhirtella var. ascendens, Prunus pendula f. ascendens, Prunus pendula en Cerasus spachiana zijn er enkele.

## Variatie

### Prunus itosakura'Pendula'
De cultivar P. itosakura 'Pendula' Maxim., in het Japans 'Shidare-zakura', is een brede treurboom met neerhangende takken. Door sommige auteurs werd deze variëteit beschouwd als een apart soort en werd dan Prunus pendula genoemd. De soort komt in het wild inheems voor in heel Japan, afgezien van het uiterste noorden. Philipp Franz von Siebold introduceerde deze treurkers in 1862 in Nederland. De 1 cm grote bloemen zijn lichtroze. Er worden weinig, ronde, glimmend zwarte vruchten gevormd.

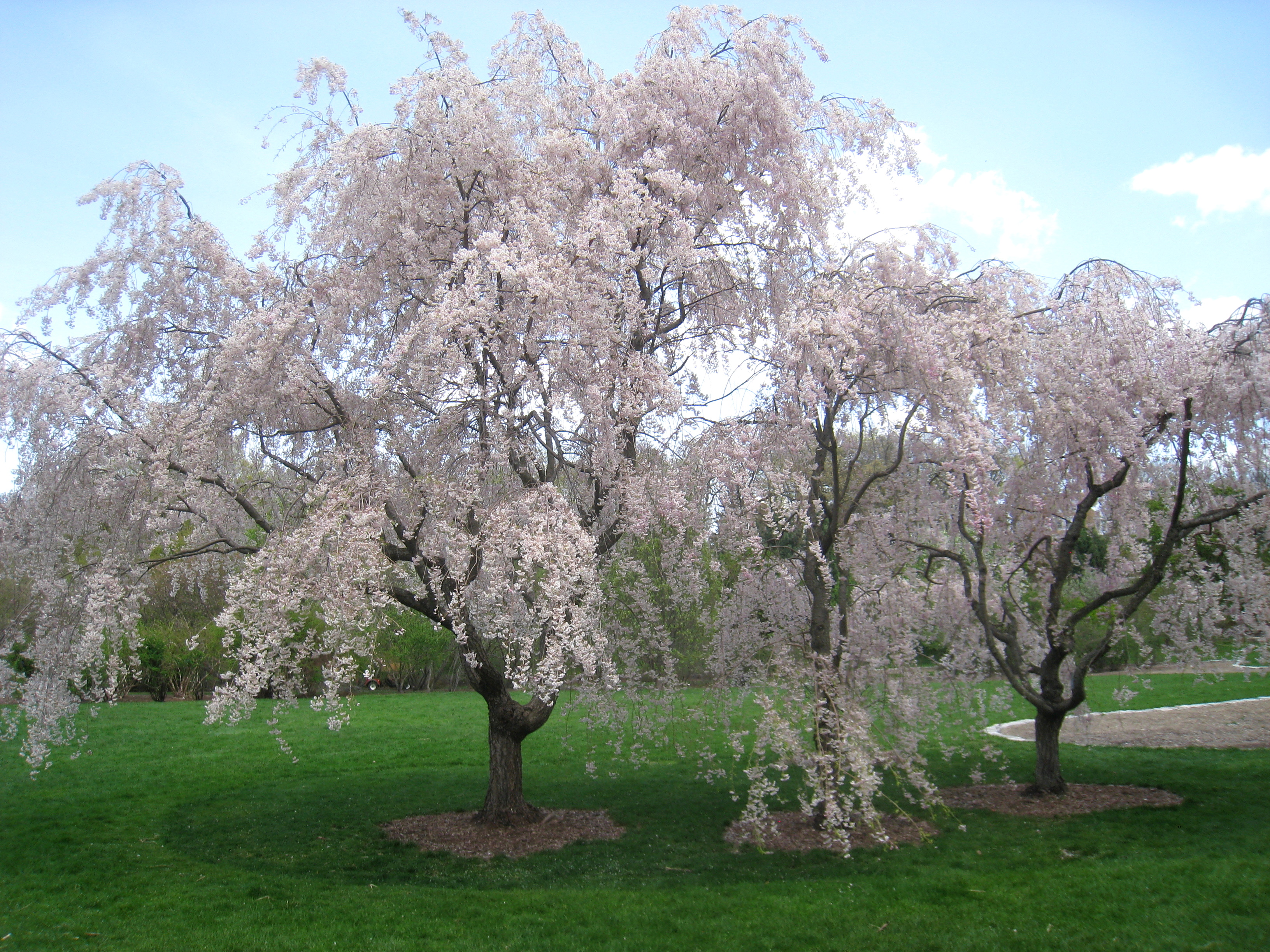
Prunus itosakura 'Pendula' Maxim.
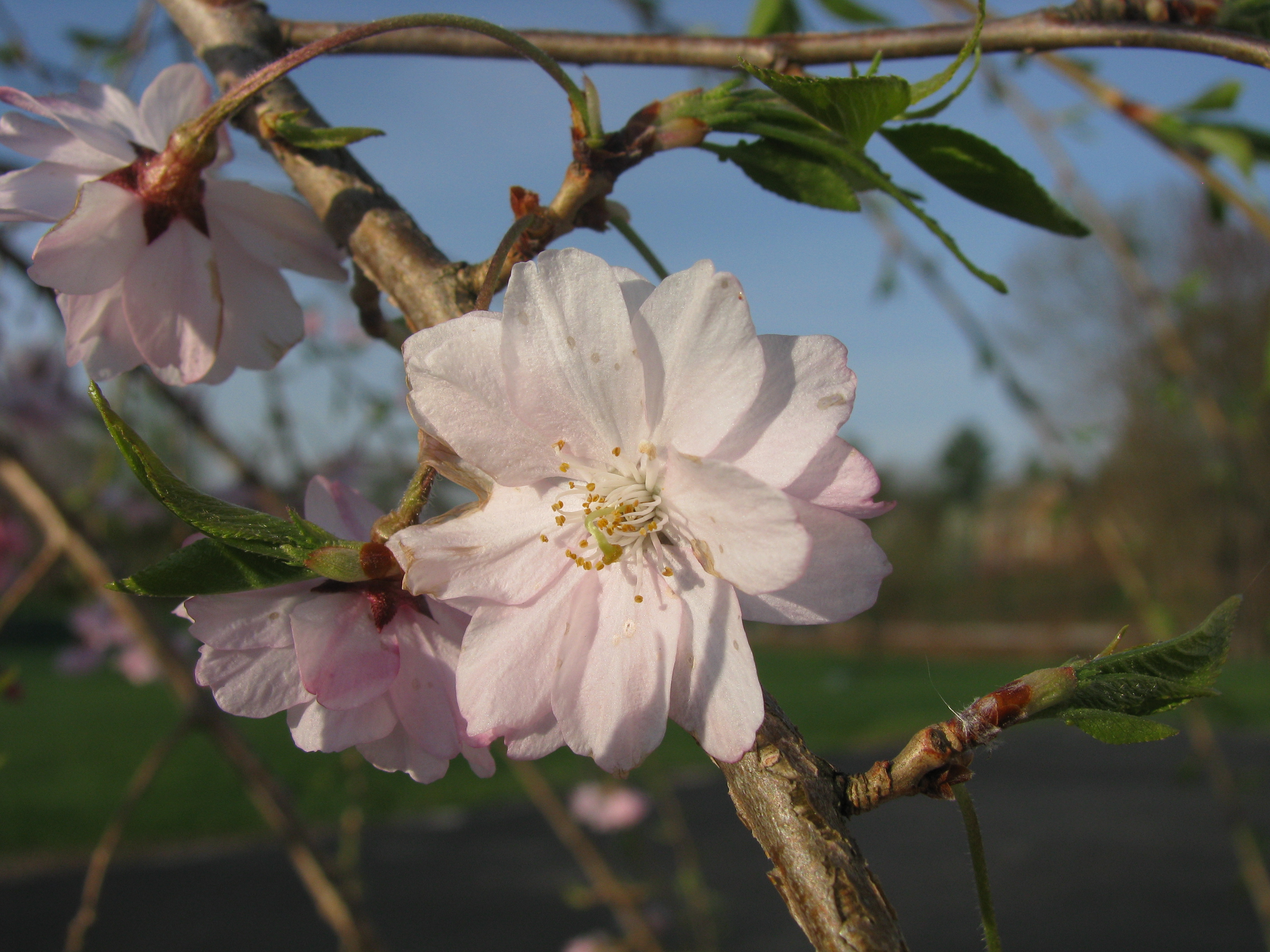
Prunus itosakura 'Pendula'-bloesem

## Ziekten
De winterbloeiende kers is gevoelig voor tak- en bloesemsterfte (Monilinia fructigena en Monilinia laxa).

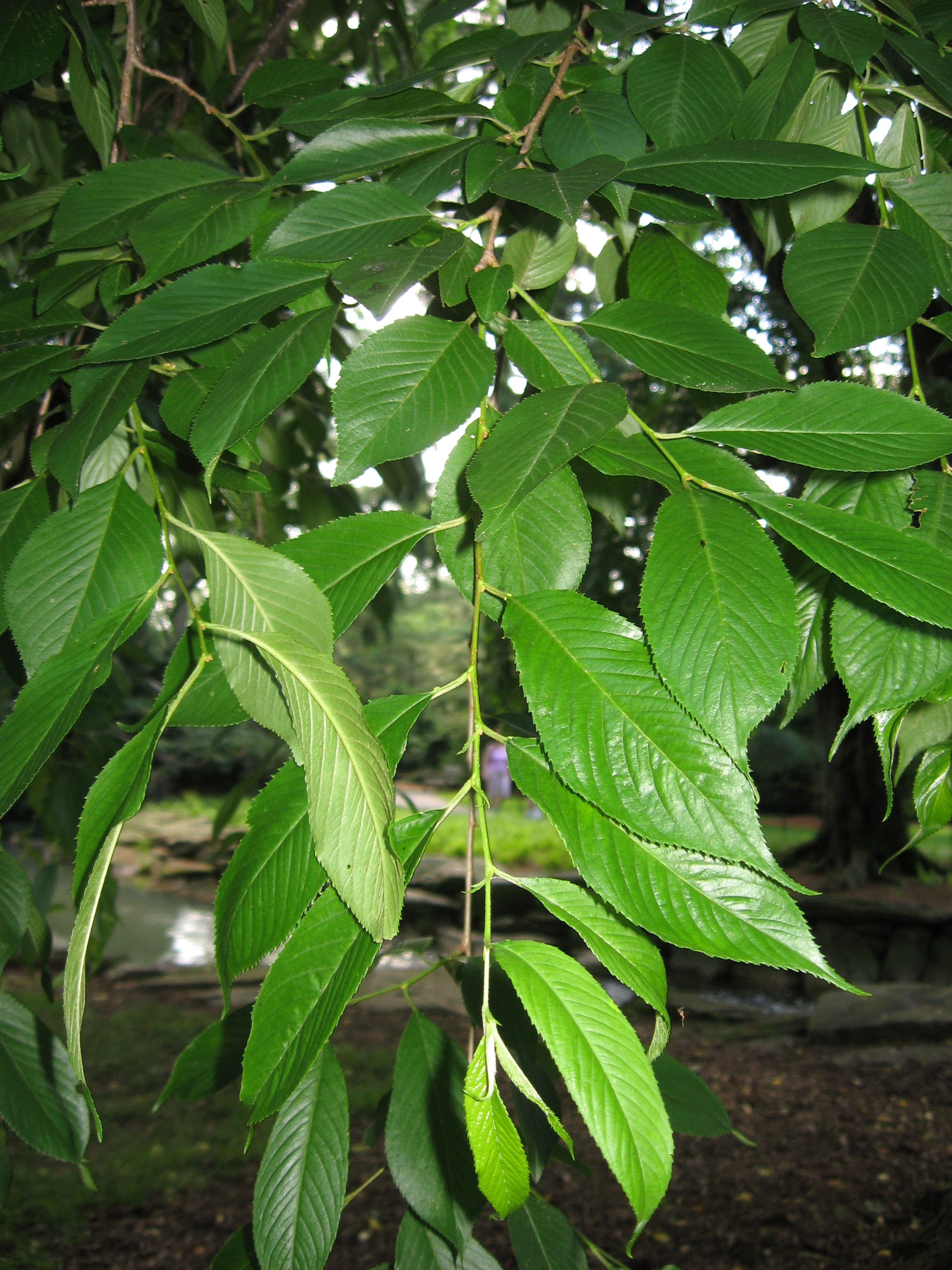
Bladeren
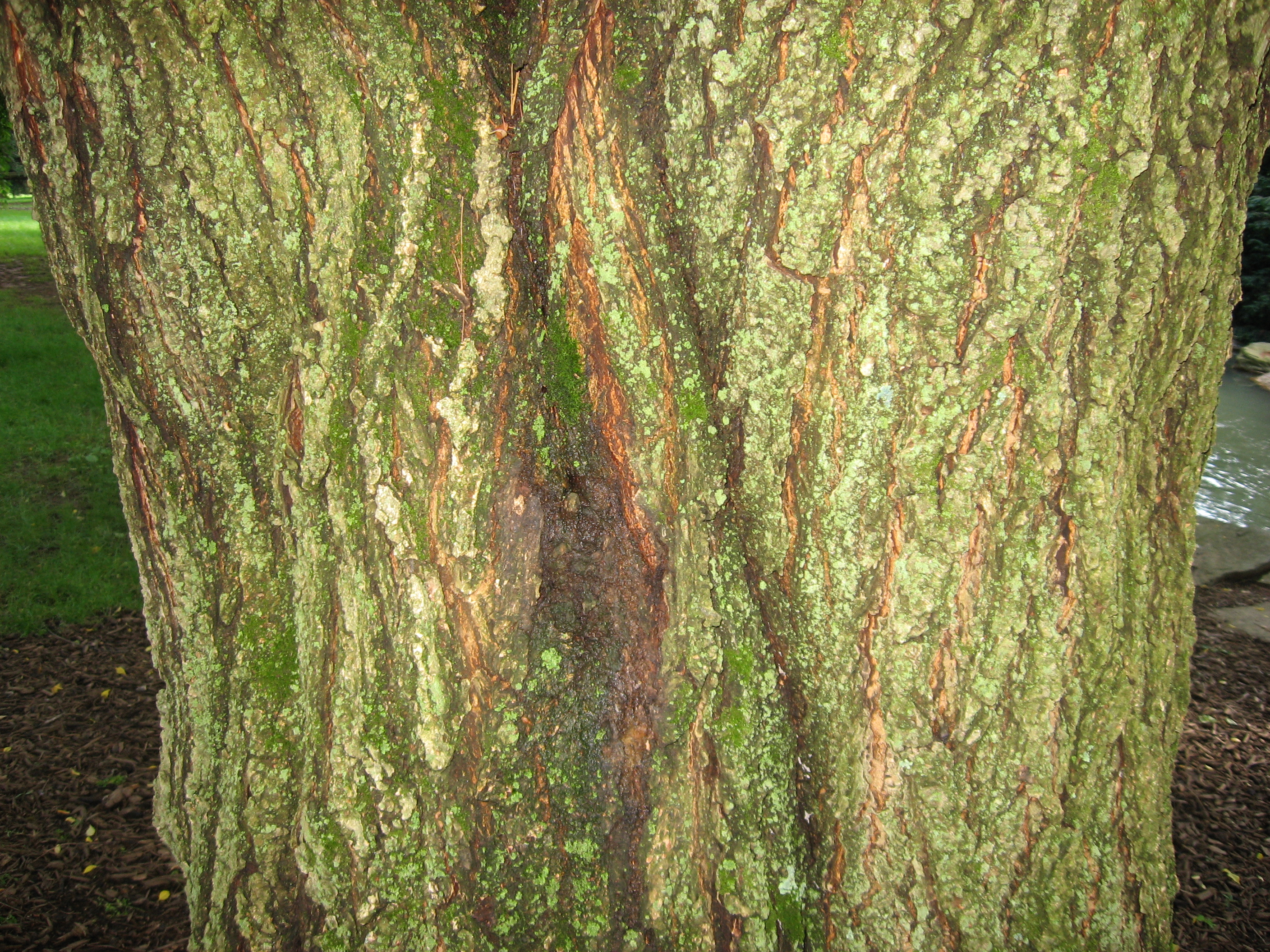
Bast